# Wangfu, Guangdong
Wangfu (kinesiska: 望夫) är en köping i sydöstra Kina. Den ligger i stadsdistriktet Dianbai i staden Maoming i provinsen Guangdong, omkring 250 kilometer sydväst om provinshuvudstaden Guangzhou. Antalet invånare är 25 121. Befolkningen består av 11 819 kvinnor och 13 302 män. Barn under 15 år utgör 31 %, vuxna 15-64 år 57 %, och äldre över 65 år 10,0 %.